# Championnats du monde de semi-marathon 1993
Les 2e Championnats du monde de semi-marathon ont eu lieu le 3 octobre 1993 à Bruxelles. 254 athlètes issus de 49 nations ont participé à l'évènement.

## Résultats

### Hommes
| Épreuves            | Or                                                            | Argent                                                            | Bronze                                                         |
| Course individuelle | Vincent Rousseau 1 h 01 min 06                                | Steve Moneghetti 1 h 01 min 10                                    | Carl Thackery 1 h 01 min 13                                    |
| Par équipes         | Kenya Lameck Aguta Thomas Osano Joseph Cheromei 3 h 05 min 40 | Australie Steve Moneghetti John Andrews Pat Carroll 3 h 05 min 43 | Royaume-Uni Carl Thackery Mark Flint David Lewis 3 h 06 min 10 |

### Femmes
| Épreuves            | Or                                                             | Argent                                                          | Bronze                                                                 |
| Course individuelle | Conceição Ferreira 1 h 10 min 07                               | Mari Tanigawa 1 h 10 min 09                                     | Tegla Loroupe 1 h 10 min 12                                            |
| Par équipes         | Roumanie Elena Murgoci Anuta Catuna Iulia Negura 3 h 32 min 18 | Japon Mari Tanigawa Miyoko Asahina Akari Takemoto 3 h 32 min 22 | Portugal Conceição Ferreira Albertina Machado Rosa Oliveira 3 h 34 min |

## Tableau des médailles
| Rang | Nation | Or | Argent | Bronze | Total |
| ---- | ------ | -- | ------ | ------ | ----- |